# (2692) Chkalov
(2692) Chkalov – planetoida z grupy pasa głównego asteroid okrążająca Słońce w ciągu 4 lat i 56 dni w średniej odległości 2,58 j.a. Została odkryta 16 grudnia 1976 roku w Krymskim Obserwatorium Astrofizycznym w Naucznyj na Półwyspie Krymskim przez Ludmiłę Czernych. Nazwa planetoidy pochodzi od Walerego Czkałowa (1904-1938), radzieckiego pilota. Przed jej nadaniem planetoida nosiła oznaczenie tymczasowe (2692) 1976 YT3.